# Bågpraktmal
Bågpraktmal (Metalampra cinnamomea) är en fjärilsart som först beskrevs av Philipp Christoph Zeller 1939.  Bågpraktmal ingår i släktet Metalampra, och familjen praktmalar (Oecophoridae). Arten är reproducerande i Sverige.